# Экологическая опасность
Экологическая опасность-представляет собой любое изменение параметров функционирования природных, антропогенных и природно-антропогенных систем, приводящее к ухудшению качества окружающей среды за границы установленных нормативов.
Причиной возникновения экологической опасности являются факторы экологической опасности, под которыми понимается любой природный и (или) антропогенный процесс, явление приводящие к изменению параметров качества компонентов окружающей среды за границы установленных нормативов.
Выделяется два типа факторов экологической опасности: природный и антропогенный.